# PSMF1
PSMF1 (англ. Proteasome inhibitor subunit 1) – білок, який кодується однойменним геном, розташованим у людей на короткому плечі 20-ї хромосоми. Довжина поліпептидного ланцюга білка становить 271 амінокислот, а молекулярна маса — 29 817.
| 10         |  | 20         |  | 30         |  | 40         |  | 50         |
| ---------- |  | ---------- |  | ---------- |  | ---------- |  | ---------- |
| MAGLEVLFAS |  | AAPAITCRQD |  | ALVCFLHWEV |  | VTHGYFGLGV |  | GDQPGPNDKK |
| SELLPAGWNN |  | NKDLYVLRYE |  | YKDGSRKLLV |  | KAITVESSMI |  | LNVLEYGSQQ |
| VADLTLNLDD |  | YIDAEHLGDF |  | HRTYKNSEEL |  | RSRIVSGIIT |  | PIHEQWEKAN |
| VSSPHREFPP |  | ATAREVDPLR |  | IPPHHPHTSR |  | QPPWCDPLGP |  | FVVGGEDLDP |
| FGPRRGGMIV |  | DPLRSGFPRA |  | LIDPSSGLPN |  | RLPPGAVPPG |  | ARFDPFGPIG |
| TSPPGPNPDH |  | LPPPGYDDMY |  | L          |  |            |  |            |

A: Аланін

C: Цистеїн

D: Аспарагінова кислота

E: Глутамінова кислота

F: Фенілаланін

G: Гліцин

H: Гістидин

I: Ізолейцин

K: Лізин

L: Лейцин

M: Метіонін

N: Аспарагін

P: Пролін

Q: Глутамін

R: Аргінін

S: Серин

T: Треонін

V: Валін

W: Триптофан

Кодований геном білок за функцією належить до фосфопротеїнів. 
Задіяний у такому біологічному процесі, як ацетилювання. 
Локалізований у цитоплазмі, ендоплазматичному ретикулумі.